# Peter Pace
Peter Pace, född 5 november 1945 i Brooklyn, New York, är en pensionerad fyrstjärnig general i USA:s marinkår. 
Pace var från 2001 till 2005 vice försvarschef och försvarschef åren 2005 till 2007 och var den förste från marinkåren i dessa befattningar. 
General Pace fick ta emot hård kritik för motgångarna i Irak. På grund av detta var det tveksamt om senaten skulle godkänna honom för en ny tvåårsperiod och han blev därför ej nominerad. Han efterträddes som försvarschef av amiral Michael Mullen.